# Madison Township (comté de Winneshiek, Iowa)
Madison Township est un township, du comté de Winneshiek en Iowa, aux États-Unis. Il est fondé en 1880.

## Source de la traduction
- (en) Cet article est partiellement ou en totalité issu de l’article de Wikipédia en anglais intitulé « Madison Township, Winneshiek County, Iowa » (voir la liste des auteurs).